# Western River
Western River är ett vattendrag i Australien. Det ligger i delstaten Queensland, omkring 1 200 kilometer nordväst om delstatshuvudstaden Brisbane.
Omgivningarna runt Western River är i huvudsak ett öppet busklandskap. Trakten runt Western River är nära nog obefolkad, med mindre än två invånare per kvadratkilometer. Genomsnittlig årsnederbörd är 327 millimeter. Den regnigaste månaden är februari, med i genomsnitt 116 mm nederbörd, och den torraste är augusti, med 3 mm nederbörd.